# Hassan-i Sabbah
Hasan i Sabbah (en árabe: حسن الصباح‎) (Qom, Irán, 1050 - Alamut, 12 de junio de 1124), también conocido como El Viejo de la Montaña, fue un reformador religioso, autor y precursor de la nueva predicación o da'wa de los ismailitas nizaríes que pretendía reemplazar la antigua da'wa de los ismailitas fatimíes de El Cairo.
Hasan-e Sabbah (حسنى صباح) es la variante persa de su nombre. También suele aparecer citado por la forma árabe, Hasan al-Sabbah (حسن الصباح) o sus variantes Hasan ibn al-Sabbah (حسن بن الصباح), Al-Hasan ibn al-Sabbah (الحسن بن الصباح) o el sobrenombre Alauddin (علاء الدين).
Es conocido sobre todo por haber sido el inspirador y jefe de los llamados hashshashín (حشاشين palabra que ha pasado a numerosas lenguas como "asesino") o Secta de los Asesinos, ya que la comunidad que fundó y dirigió utilizaba con frecuencia el homicidio político como estrategia. La mayor parte de los datos sobre Hasan y sus seguidores proceden de sus enemigos, ya que la documentación generada por la secta fue destruida por los mongoles cuando arrasaron la fortaleza de Alamut, sede de la misma.
Rashid al-Din Sinan, uno de sus dos biógrafos, describe a Hasan como descendiente directo de los reyes Himyaríes del Yemen y que su padre llegó procedente de Kufa en el actual Irak. Por el contrario, Ata Malik Juvayni, su otro biógrafo, sugiere que el padre de Hasan vino desde el Yemen, pasando por Kufa.

## Primeros años
El propio Hasan escribió una autobiografía de los primeros años de su vida en una obra llamada Sargozašt-e-sayyedna (Aventuras de nuestro Señor), que se encontraba en la biblioteca de Alamut, la cual no ha sobrevivido. Esto se sabe solo por las citas hechas por autores persas posteriores. Tras la toma de la fortaleza en 1256 por el mongol Hulagu Jan, la obra sería destruida.
Hasan también escribió un tratado en persa, sobre la doctrina del ta'līm (las enseñanzas del imán), llamado al-Fusul al-arba'a. El texto tampoco existe ya, pero Al-Shahrastani y varios historiadores persas lo han citado o parafraseado.
De acuerdo con su autobiografía, Hasan-i Sabbāh nació en la ciudad de Qom, en Persia, en una familia chiita duodecimana. Nacido y criado en Persia, su padre era un árabe de origen yemení, que abandonó Kufa (en la actual Irak) para establecerse en Qom.
Más tarde, la familia se trasladó a Rayy, en Irán, ciudad con una historia de pensamiento radical desde el siglo IX. Aquí desarrolló Hasan un gran interés por cuestiones metafísicas, y se adhirió al código de instrucción duodecimano. Desde los siete años hasta los diecisiete, estudió en casa, llegando a dominar distintas materias, como quiromancia, lenguas, filosofía, astronomía y matemáticas (especialmente la geometría).
Rayy era también el centro de la actividad de misioneros ismailitas en la región. En este tiempo, el ismailismo estaba creciendo en Persia y otros lugares al este de Egipto. Los ismailitas persas apoyaban a la da'wa dirigida por el Califato Fatimí de El Cairo, y reconocían la autoridad del Imán-Califa al-Mustanṣir.
En Rayy, un joven Hasan entró en contacto con Amira Zarrab, un misionero que le introdujo en la doctrina ismailita. Hasan al principio no estuvo muy impresionado, pero su interés creció gradualmente, tras participar en muchos apasionados debates. La convicción de Zarrab convenció a Hasan de profundizar en las doctrinas ismailitas, y en última instancia en cambiar su fe.

## Conversión al ismailismo
Una grave enfermedad haría reflexionar a Hasan sobre las enseñanzas de Zarrab. La idea de morir antes de conocer una nueva verdad fue suficiente para abrazarse a la nueva fe. Otro misionero ismaelí, Abu Najm Sarraj, le iniciaría en la adquisición de nuevos y recónditos puntos de vista. Por último, Mu'min, un tercer misionero, le tomó un juramento de fidelidad al califa fatimí de El Cairo, pasando de este modo a formar parte de la secta ismailí, en la cual no tardaría en alcanzar una posición importante.
En 1071, Abd al-Malik ibn at-Tash, jefe de los ismailíes en la región, nombró a Hasan como da'i oficial, ordenándole misionero, y aconsejándole ir a Egipto, para completar sus estudios. Sin embargo, no se dirigió directamente a El Cairo, sino que este fue el inicio de un período de veinte años dedicado a la misión y los viajes, que terminaría cuando Hasan decidió establecerse en Alamut.
La leyenda afirma que en su juventud, Hasan llegó a entablar amistad con dos de los hombres más grandes de su tiempo: el astrónomo y poeta Omar Jayyam y el político Nizam al-Mulk. Este último, años más tarde, mandaría perseguirlo para impedir que siguiera propagando su ideología revolucionaria, y sería ajusticiado por un miembro de la secta.

## Sus viajes
Antes de llegar a Egipto en 1078, Hasan estuvo en Azerbaiyán, Mayyafairiqin y Damasco. De su estancia en Egipto durante un año y medio se sabe muy poco, aunque se cree que fue allí donde Hasan comenzó a concebir la futura orden de los asesinos.
Desde Egipto regresó a Isfahán pasando antes por Alepo. Más tarde viajaría durante nueve años por Persia, pasando por Yazd, Kirmán y Juzestán. Después pasaría tres años en Damghán, donde parece ser que se apoderó del castillo de Gerdkuh y estableció un importante Centro de los Asesinos. Desde Damghán enviaría a los primeros misioneros a la región de Alamut.
En sus viajes iba buscando nuevos adeptos a la fe ismailí que le permitieran fundar una comunidad permanente y fuertemente defendida. La búsqueda de un lugar adecuado para tal comunidad hizo que Hasan se fijara en la zona de los Montes Elburz, conocida antiguamente como Tabaristán, que se corresponde con las modernas provincias de Guilán y Mazandarán en la actual Irán. Durante muchos siglos esta zona sirvió de refugio a ismailíes y otros heterodoxos musulmanes.

## Alamut

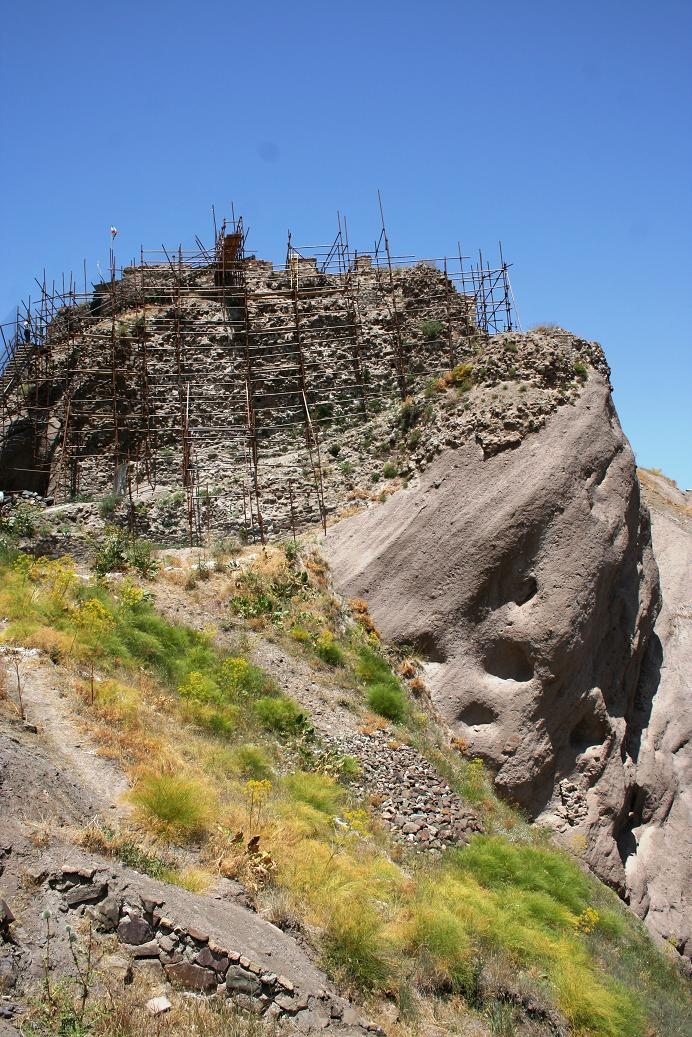
Ruinas de Alamut.

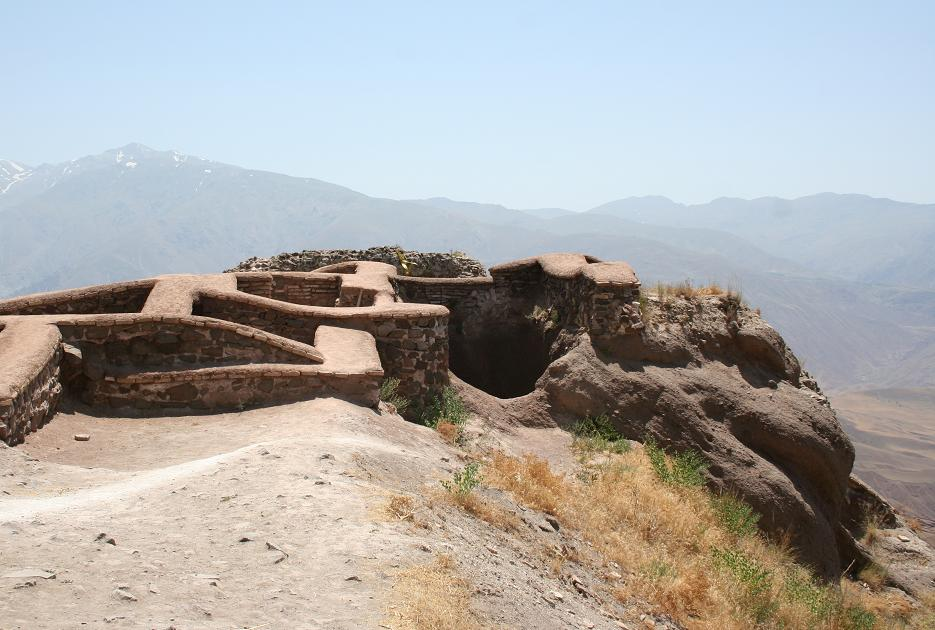
Ruinas de la fortaleza de Alamut.

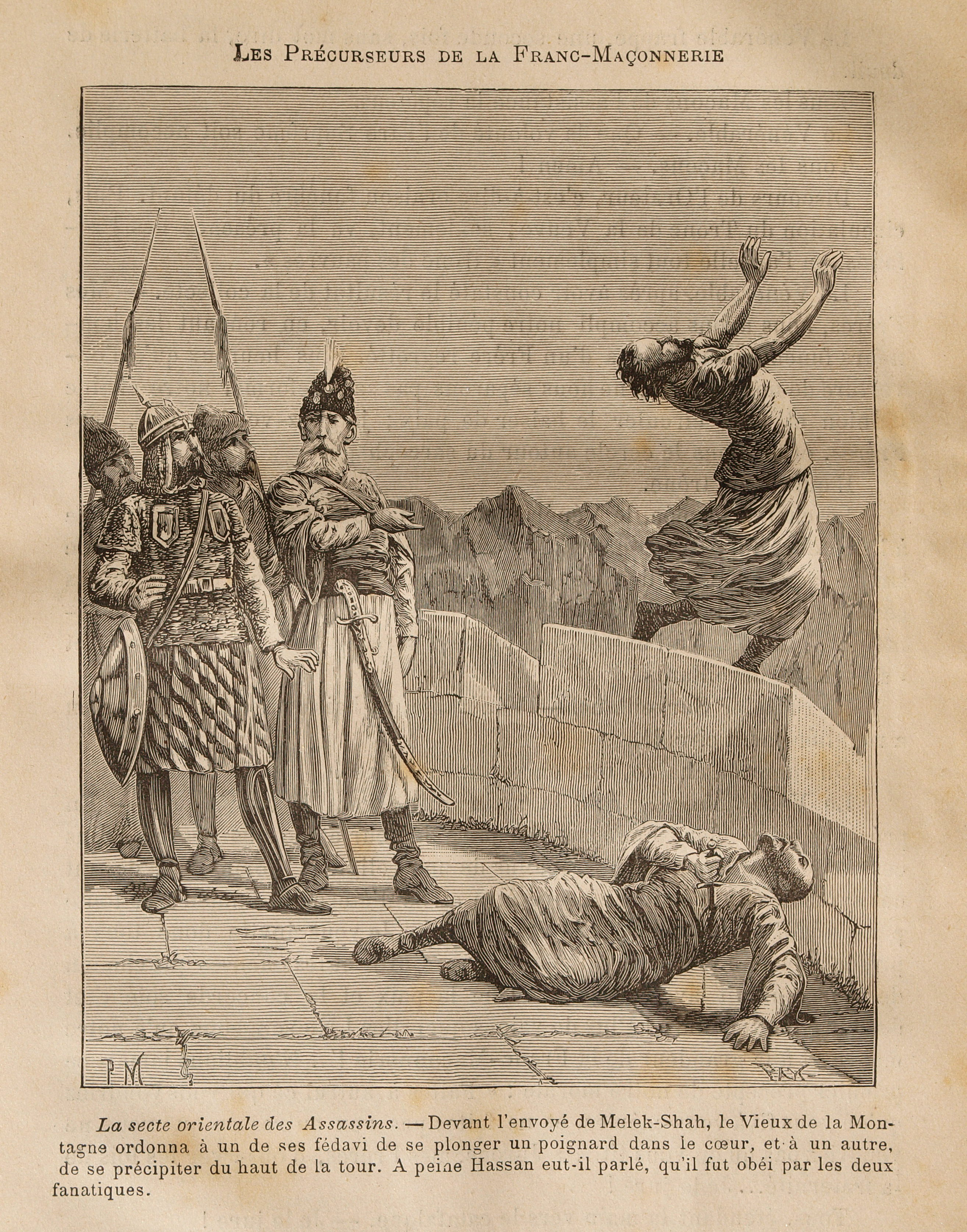
Escena de leyenda en la fortaleza de Alamut, donde Hassan-i Sabbah pide a sus fieles suicidarse delante el enviado de Malik Chah (Ridwân Fakhr Malik Châh), dibujo de Pierre Méjanel

Su búsqueda de una base desde la cual dirigir su misión finalizó en 1088, cuando encontró el castillo de Alamut, en el área de Rudbar (actual Qazvín, Irán). Se trataba de una fortaleza que guardaba un valle de unos cincuenta kilómetros de largo y cinco de ancho. Esta fortaleza había sido construida alrededor del año 865. Según la leyenda, fue construida por un rey que vio a su águila volar hasta posarse sobre una roca, un presagio propicio que este rey, Wah Sudan ibn Marzuban, supo comprender, y por eso llamó al fuerte Aluh Amu(kh)t ("La enseñanza de las águilas").
La adquisición de la fortaleza por Hasan se llevó a cabo sin derramamiento de sangre. Para ello, empleó una paciente y deliberada estrategia, que le llevó dos años. Primero envió a sus Daʻiyyīn y Rafīk para ganarse a los habitantes de los pueblos del valle, y una vez convertidas las personas importantes, los infiltró en la fortaleza, las cuales a su vez intentaron convertir a Alid, su gobernador. Alid fingió convertirse, con lo que consiguió conocer a todos los conversos y expulsarlos del castillo.
Tras este fracaso, Hasan siguió por los alrededores de Daylán convirtiendo a muchos gracias a sus dotes de persuasión y gran ascetismo. Por otro lado, los expulsados de Alamut consiguieron convencer a Alid para que los perdonara y les dejara entrar nuevamente al castillo, lo cual facilitó la entrada clandestina de Hasan. Cuando el gobernador descubrió su existencia ya no pudo hacer nada dado que la mayoría de los residentes de Alamut eran fieles a Hasan, que se hizo con el control de la fortaleza en 1090.
De este modo Hasan tuvo lo que deseaba: una base segura y permanente desde donde enviar dai's a todo el mundo. Al mismo tiempo siguió una política de expansión territorial, apoderándose de castillos o construyendo otros nuevos. Allí comenzaría a desarrollarse la secta de los Asesinos, que pasaron a la historia como encarnizados asesinos.
La vida en Alamut, y probablemente en el resto de fortalezas, era sumamente rígida y austera. La legendaria severidad de Hasan se pone de manifiesto en dos incidentes en los que mandó dar muerte a sus propios hijos. El mayor, Ustad Husain, fue ejecutado tras la que luego sería una falsa acusación de haber estado involucrado en la muerte de un daí. A Muhammad, su segundo hijo, lo mandó ejecutar por contravenir el mandato islámico de abstenerse de probar bebidas alcohólicas (vino).
En sus últimos días, tras caer gravemente enfermo, nombró sucesor a Bozorg'omid y canciller de propaganda a Dehdar Abu Alí, disponiendo que, conjuntamente, con su canciller militar, Kiya Ba Ya'far, dirigieran el gobierno y la administración de la amplia red de fortalezas que constituía su reino en el período de mayor expansión. De este modo dejó garantizada la transmisión de poderes. Poco después moriría.